# تشهلة (خورموج)
تشهلة (بالفارسية: چهله) هي قرية تقع في إيران في قسم خورموج الريفي. يقدر عدد سكانها بـ 143 نسمة بحسب إحصاء 2016.